# Facultad de Ciencias y Humanidades de la Universidad de El Salvador

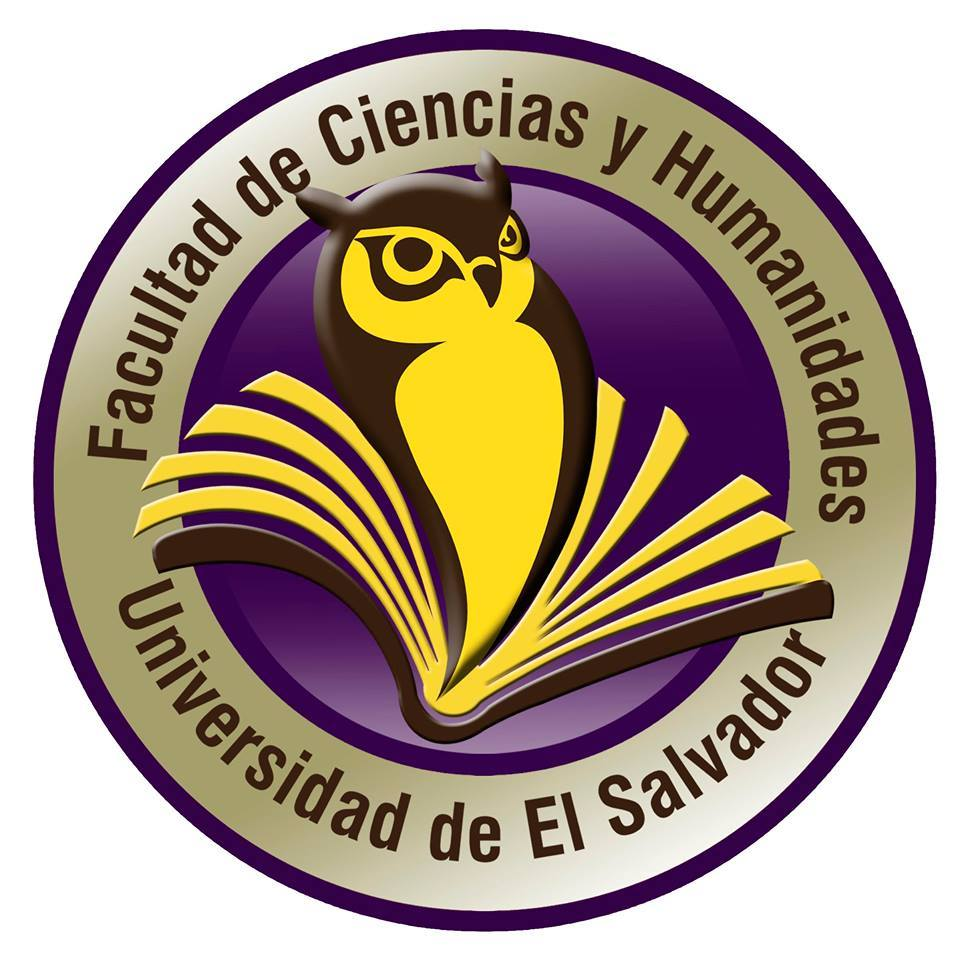
Monograma usado para identificar la Facultad de Ciencias y Humanidades de la Universidad de El Salvador.

La Facultad de Ciencias y Humanidades de la Universidad de El Salvador es una de las facultades más importantes de esta institución de educación superior. La sede de la misma se encuentra en la Ciudad Universitaria, el campus central de la UES. Cuenta para el año 2016 con 7,959 estudiantes, siendo la segunda facultad más numerosa de la UES, tan solo por detrás de la Facultad de Ciencias Económicas, sin contar, claro está, la descentralizada Facultad Multidisciplinaria de Occidente, que cuenta con casi 9 mil estudiantes. Desde el 28 de octubre de 2015, el Decano de esta facultad es el Lic. José Vicente Cuchillas Melara, elegido para un período de cuatro años.

## Historia

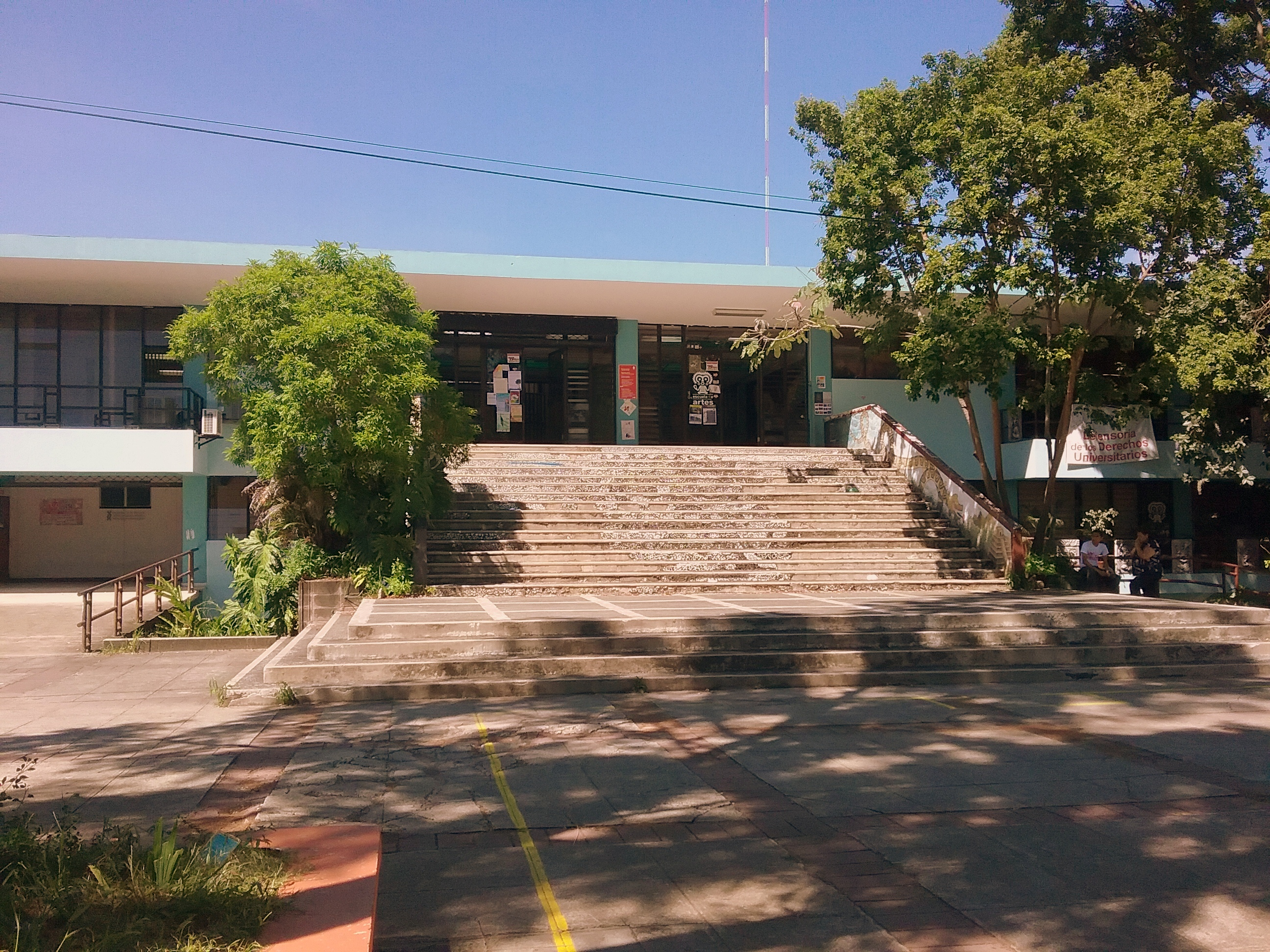
Edificio de Arte y Cultura.

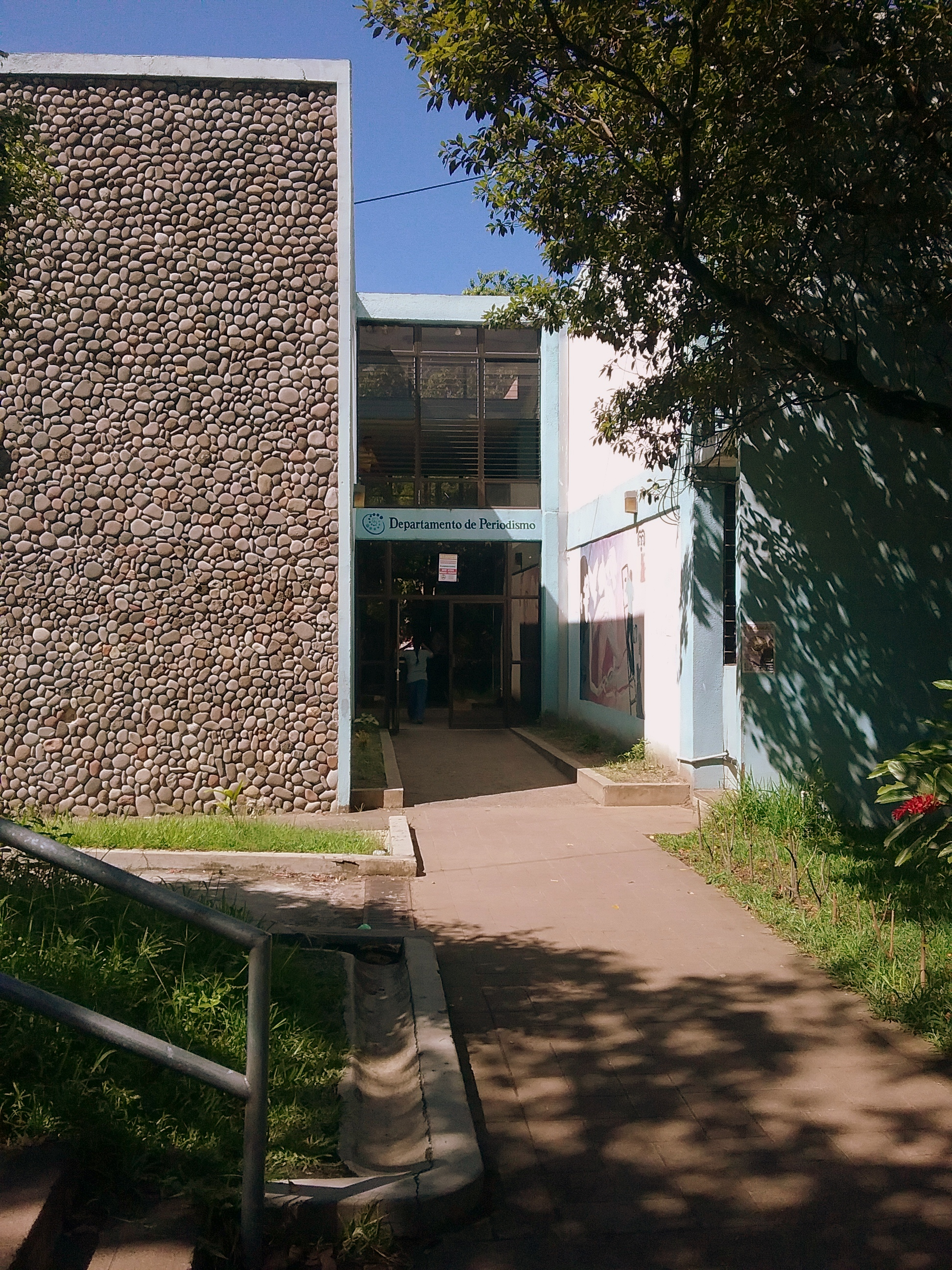
Departamento de Periodismo.

La Facultad de Ciencias y Humanidades nació el 13 de octubre de 1948 con el nombre de Facultad de Humanidades, por acuerdo del Consejo Superior Universitario (CSU) durante el rectorado del Dr. Carlos A. Llerena; su primer decano fue el Dr. Julio Enrique Ávila. En su desarrollo refleja un constante proceso de adecuación indispensable en toda unidad académica-científica que tiene como propósito la formación de sujetos capaces de desenvolverse en las áreas científicas, técnicas, artísticas y culturales.
La Facultad de Humanidades estaba organizada por las escuelas de: Filosofía y Letras, Ciencias de la Educación y la de Matemáticas y Ciencias Exactas, esta estructura administrativa se mantuvo hasta 1955; en ese año la Facultad de Humanidades experimentó su primera reestructuración durante la decanatura de Dr. Napoleón Rodríguez Ruíz.
Durante ese periodo surgieron las Escuelas de Psicología, Historia y Ciencias Sociales, Periodismo e Idiomas; además se separaron Filosofía y Letras, y desapareció la Escuela de Matemáticas y Ciencias Exactas, hasta 1962 la Facultad de Humanidades funcionó con seis escuelas, estas fueron: Escuela de Filosofía, Letras, Ciencias de la Educación, Ciencias Sociales, Periodismo y la Escuela de Psicología. En 1963 durante la decanatura del Dr. Alejandro Dagoberto Marroquín realizó una nueva reestructuración para darle vida a una reforma universitaria.
El 26 de julio de ese mismo año, el Consejo Superior Universitario acordó fusionar las escuelas existentes: a) Escuela de Filosofía, Letras, Periodismo e Idiomas, que comprendía los departamentos de Filosofía, Letras, Idiomas y Periodismo. b) Escuela de Psicología y Ciencias de la Educación. c) Escuela de Ciencias Sociales y Políticas, con los departamentos de Sociología, Arqueología e Historia y el de Ciencias políticas. La Facultad de Humanidades se convirtió en Facultad de Ciencias y Humanidades por acuerdo del Consejo Superior Universitario (CSU) de fecha 1 de marzo de 1969 durante el rectorado del Dr. Ángel Góchez Machón. En la nueva estructura administrativa de la Facultad de Ciencias y Humanidades surgieron los Institutos de Humanidades y Ciencias Sociales y el de Ciencias Naturales y Matemáticas.
El primero quedó integrado por Filosofía, Psicología, Periodismo, Ciencias Sociales, Letras, Ciencias de la Educación e Idiomas Extranjeros, el segundo por los Departamentos de Física, Matemáticas Biología y Química. El 19 de julio de 1972, bajo la dictadura militar del Coronel Arturo Armando Molina, se decide efectuar una intervención militar de la UES. 
El 18 de noviembre de 1976, la UES fue cerrada por las propias autoridades universitarias, luego de conocer la muerte de un custodio de la misma por cinco impactos de bala y de la detonación de artefactos explosivos. Ante la petición de un grupo de padres de familia encaminada a normalizar las actividades académicas en la UES, el gobierno del presidente Arturo Armando Molina decidió crear el Consejo de Administración Provisional de la Universidad de El Salvador (CAPUES). De esta manera, la UES fue abierta de nuevo en 1977 después de que se estableciera el CAPUES. Este organismo estatal, cuyas funciones debían terminar en 1978, fue erigido oficialmente por Decreto Legislativo n.º 247, del 31 de marzo de 1977, publicado en el Diario Oficial n.º 65, Tomo n.º 255, del 1 de abril de 1977, aunque su existencia sería prorrogada hasta 1982 mediante Decreto Legislativo n.º 363, del 22 de septiembre de 1977, publicado en el Diario Oficial n.º 186, Tomo n.º 257, del 7 de octubre de 1977. No obstante, poco tiempo después el CAPUES fue sustituido por un Consejo Directivo Provisional de la Universidad de El Salvador como un ente público que tendría el gobierno de la UES durante el plazo de transición para la elección y la toma de posesión de las nuevas autoridades universitarias en 1979, según lo dispuesto por el Decreto Legislativo n.º 108, del 19 de diciembre de 1978, publicado en el Diario Oficial n.º 236, Tomo n.º 261, del 19 de diciembre de 1978. El CAPUES estaba compuesto por el rector, el presidente de la Asamblea General Universitaria, los decanos de las diferentes facultades, el fiscal y el secretario general de la UES. Pero realmente fue la presión ejercida por los estudiantes universitarios lo que conseguiría que el gobierno del presidente Carlos Humberto Romero decidiera disolver el CAPUES el 19 de diciembre de 1978. Con el gobierno del CAPUES, se abrió un periodo oscuro de la historia universitaria.
En esas fechas se decidió que los departamentos de Física, Matemática y Química se separaran de la Facultad de Ciencias y Humanidades, los dos primeros fueron incorporados a la Facultad de Ingeniería y Arquitectura y el Departamento de Química pasó a la Facultad de Química y Farmacia, quedando solo el Departamento de Biología en la Facultad de Ciencias y Humanidades, además de las carreras humanísticas.
Esas decisiones del CAPUES incidieron negativamente en el proceso de desarrollo académico que estaba experimentado la Facultad de Ciencias y Humanidades. En 1986 surge la Escuela de Artes que inicialmente contemplaba las carreras de Plástica, Música y Teatro, de las cuales las dos últimas no logran iniciar y quedaron solo como proyecto. Además, surgieron nuevas carreras en el Departamento de Ciencias de la Educación. En 1991, durante el rectorado del Dr. Fabio Castillo Figueroa, presentó al Consejo Superior Universitario (CSU) el Proyecto de Creación de la Facultad de Ciencias Naturales y Matemática, lo cual permitió integrar los saberes de Física, Matemática, Química y Biología.
En 1992, el Departamento de Biología se separa de la Facultad de Ciencias y Humanidades para integrarse a la nueva Facultad creada por el Dr. Fabio Castillo Figueroa. Pese a este fortalecimiento de las Ciencias Exactas y su separación de las Ciencias Humanísticas, la Facultad de Ciencias y Humanidades conservó su nombre. Desde 1993 la Facultad de Ciencias y Humanidades ha venido realizando esfuerzos en función de la calidad académica de su planta docente y que ello impacte en el sector estudiantil, su planta docente se formó en maestrías y doctorados que la Universidad de El Salvador ofreció en convenio con universidades extranjeras hermanas.
En el año de 1998, la UES firmó un convenio con el Ministerio de Educación (MINED), el cual permitió la incorporación de la carrera de Trabajo Social a la Facultad de Ciencias y Humanidades, carrera que en el año 2000 se convirtió en Licenciatura en Trabajo Social. Al año siguiente, el 25 de octubre de 2001, se creó la Licenciatura en Historia, durante el rectorado de la Dra. María Isabel Rodríguez; la carrera de Historia empezó sus labores en 2002. El 13 de enero y 13 de febrero de dicho año, dos terremotos dañaron drásticamente la infraestructura de los cinco edificios de la Facultad de Ciencias y Humanidades al grado que fueron declarados inhabitables, los edificios fueron reconstruidos un año después, cuando la UES se convirtió en Villa Centroamericana de los XIX Juegos Centroamericanos y del Caribe que se celebraron en San Salvador.
En el año 2002, durante la decanatura del Lic. Pablo de Jesús Castro Hernández, creó la Unidad de Comunicaciones y se inició la edición del Búho Dilecto; dos años más tarde, en noviembre del año 2002, sale a circulación la IV Edición de la Revista Humanidades, publicación de contenido Científico Humanístico de esta casa de estudios. En el año 2004, se crea el Centro de Enseñanzas de Idiomas Extranjeros (CENIUES), durante la Gestión de la Licda. Ana María Glower de Alvarado, un proyecto que venía funcionando como cursos libres de inglés adscrito al Departamento de Idiomas, ahora funciona como un proyecto Académico Especial adscrito al Decanato de la Facultad; el CENIUES imparte cursos libres de Inglés, Francés y Japonés.
Más adelante, en el año 2005 se crea la Licenciatura en Antropología Sociocultural, la cual queda adscrita a la Escuela de Ciencias Sociales, todo ello ha contribuido a que la Facultad de Ciencias y Humanidades se constituya en una mega Facultad, prueba de ello es que ahora administra cinco maestrías, un Curso de Formación Pedagógica, trece licenciaturas, cuatro profesorados, un Técnico en Bibliotecología y diversos cursos libres de idiomas extranjeros. Durante la gestión del Lic. José Raymundo Calderón Morán, desaparece la IV Época de la Revista Humanidades después de 11 ediciones de la publicación.
Pese a ello, se fortalece el Búho Dilecto órgano de información y orientación de la Facultad de Ciencias y Humanidades, la publicación se encuentra en la página Web de la Universidad de El Salvador y a mediados de 2010 ha alcanzado las 20 ediciones durante la gestión en mención. La demanda de las carreras humanísticas ha ido en aumento, tanto así que ahora cuenta con 280 profesores, 121 trabajadores administrativos y su población estudiantil llegó a 5,342 estudiantes en el 2008.
La historia de la Facultad de Ciencias y Humanidades es tan rica en contenido, su aporte a la sociedad salvadoreña es incalculable, pues hasta el año 2007 entregó al pueblo salvadoreño 10,859 profesionales de las diferentes especialidades que oferta. Ya en la segunda gestión del Lic. José Raymundo Calderón (periodo 2011-2015), en mayo del año 2013, el Departamento de Letras lanzó el nuevo proyecto de la Licenciatura en Biblioteconomía, una oferta académica de cinco años.

## Oferta académica
Para facilitar la administración académica de las diferentes carreras que se imparten en la facultad, esta se divide en varios departamentos y escuelas, que aglutinan las carreras según su naturaleza de la siguiente forma:
Carreras de pregrado:
- Licenciatura en Antropología Sociocultural
- Licenciatura en Historia
- Licenciatura en Trabajo Social
- Licenciatura en Periodismo
- Licenciatura en Filosofía
- Licenciatura en Sociología
- Licenciatura en Letras
- Licenciatura en Idioma Inglés (Opción de Enseñanza)
- Licenciatura en Enseñanza del Inglés (Modalidad a Distancia)
- Licenciatura en Ciencias de la Educación
- Licenciatura en Ciencias de la Educación (Especialidad en Educación Física, Deportes y Recreación)
- Licenciatura en Artes Plásticas (Opción Diseño Gráfico)
- Licenciatura en Artes Plásticas (Opción Cerámica)
- Licenciatura en Artes Plásticas (Opción Escultura)
- Licenciatura en Artes Plásticas (Opción Pintura)
- Licenciatura en Biblioteconomía y Gestión de la Información.
- Técnico en Bibliotecología.

Carreras de posgrado:
- Doctorado en Ciencias Sociales
- Doctorado en Cultura Centroamericana (Opción Literatura)
- Doctorado en Educación
- Maestría en Métodos y Técnicas de Investigación Social
- Maestría en Formación Docente Universitaria
- Maestría en Traducción (Español-Inglés /Inglés-Español)
- Maestría en Derechos Humanos y Educación para la Paz
- Maestría en Psicología con Especialidad Jurídico Forense
- Maestría en Psicología Comunitaria Clínica

Además de esta oferta académica, la Facultad de Ciencias y Humanidades ofrece periódicamente diversos diplomados de distintas temáticas que están destinados a la formación continua y profesional.